# Levantamento de peso nos Jogos Pan-Americanos de 2023 - Mais de 102 kg masculino
A categoria mais de 102 kg masculino do levantamento de peso nos Jogos Pan-Americanos de 2023 foi disputada em 24 de outubro de 2023 no Ginásio Chimkowe, em Peñalolén. Um total de 10 halterofilistas de 9 Comitês Olímpicos Nacionais (CON) participaram do evento.

## Calendário
Horário local (UTC−3).
| Data          | Hora  | Fase      |
| ------------- | ----- | --------- |
| 24 de outubro | 16:00 | Arranco   |
| 24 de outubro | 17:05 | Arremesso |

## Medalhistas
| Ouro   | COL Rafael Cerro |
| Prata  | USA Keiser Witte |
| Bronze | MEX Dixon Arroyo |

## Resultados
A competição foi realizada em um único dia até a definição dos medalhistas:
| Pos.              | Halterofilista       | CON                                 | Grupo | Arranque (kg) | Arranque (kg) | Arranque (kg) | Arranque (kg) | Arremesso (kg) | Arremesso (kg) | Arremesso (kg) | Arremesso (kg) | Total |
| Pos.              | Halterofilista       | CON                                 | Grupo | 1             | 2             | 3             | Result.       | 1              | 2              | 3              | Result.        | Total |
| ----------------- | -------------------- | ----------------------------------- | ----- | ------------- | ------------- | ------------- | ------------- | -------------- | -------------- | -------------- | -------------- | ----- |
| Medalha de ouro   | Rafael Cerro         | COL Colômbia                        | A     | 180           | 185           | 185           | 185           | 220            | 225            | 225            | 225            | 410   |
| Medalha de prata  | Keiser Witte         | USA Estados Unidos                  | A     | 180           | 180           | 187           | 187           | 215            | 222            | 222            | 222            | 409   |
| Medalha de bronze | Dixon Arroyo         | ECU Equador                         | A     | 171           | 175           | 178           | 175           | 191            | 196            | 200            | 196            | 371   |
| 4                 | Josué Medina         | MEX México                          | A     | 165           | 165           | 171           | 165           | 200            | 207            | 207            | 200            | 365   |
| 5                 | Ezequiel Germán      | DOM República Dominicana            | A     | 155           | 161           | 165           | 161           | 191            | 198            | 204            | 204            | 365   |
| 6                 | Gilberto Lemus       | EAI Equipe de Atletas Independentes | A     | 165           | 174           | 175           | 165           | 195            | 204            | 207            | 195            | 360   |
| 7                 | Luis Miguel Quiñones | COL Colômbia                        | A     | 153           | 160           | 163           | 160           | 200            | 200            | –              | 190            | 360   |
| 8                 | Hernán Viera         | PER Peru                            | A     | 146           | 152           | 156           | 152           | 205            | 215            | 220            | 205            | 357   |
| 9                 | Eduardo Noriega      | BOL Bolívia                         | A     | 130           | 140           | 146           | 140           | 160            | 170            | 172            | 160            | 300   |
|                   | Mateus Gregório      | BRA Brasil                          | A     | 160           | 160           | 160           | –             |                |                |                | –              | DNF   |